# スリ (2008年の映画)
『スリ』（原題：文雀、英題：Sparrow）は、2008年の香港映画。第58回ベルリン国際映画祭のコンペティション部門で上映後、香港で公開。

日本では2008年の第9回東京フィルメックスで「文雀」のタイトルで上映され、その後、劇場公開がされないまま2009年のDVDレンタル開始を経て、2010年に一般発売された。

## 出演
- サイモン・ヤム - 棋（ケイ）
- ケリー・リン（林熙蕾）- 鍾珍妮（チュンレイ）
- ラム・カートン（林家棟）- 震波（ボー）
- ロー・ホイパン（盧海鵬）- 傅劍堂（フー）
- ロー・ウィンチョン（羅永昌）- 細蘇（サク）
- ケネス・チャン（張滿源）- 小馬（マック）
- ラム・シュー（林雪）- 阿龍（ロン）

## 主な受賞
- 第45回台湾金馬奨(2008年) 最佳攝影（最優秀撮影賞）チョン・シュウキョン（鄭兆強）

## DVD
- 2009年11月6日から日本版DVDがレンタルのみが開始となる（一般発売なし）。
- 2010年5月7日にファインフィルムズから日本版DVDが発売。

## 参考
- allcinema Movie & DVD Databese スリ
- 香港影庫 HKMDB 文雀
- en:Sparrow_(2008_film)